# أولاد احمد بن محمد (مستغمر)
أولاد احمد بن محمد هي إحدى مشيخات المملكة المغربية، تتبع جغرافيا لإقليم تاوريرت وإداريًا لمستغمر. يقدر عدد سكانها بـ 349 نسمة حسب الإحصاء الرسمي للسكان والسكنى لسنة 2004.